# Zdzisław Janiec
Zdzisław Janiec (ur. 4 stycznia 1951 w Stalowej Woli, zm. 24 lutego 2025) – polski duchowny katolicki, teolog, profesor nauk teologicznych, nauczyciel akademicki Wydziału Teologii Katolickiego Uniwersytetu Lubelskiego Jana Pawła II.

## Życiorys
W 1976 ukończył studia filozoficzno-teologiczne w Wyższym Seminarium Duchownym w Przemyślu i otrzymał święcenia kapłańskie. W 1982 otrzymał stopień licencjata. Doktorat obronił w 1993, a habilitację w 2006. W 2014 uzyskał tytuł naukowy profesora nauk teologicznych.
Specjalizował się w liturgice. Od 2007 pełnił funkcję kierownika Katedry Liturgiki Pastoralnej w Instytucie Liturgiki i Homiletyki Katolickiego Uniwersytetu Lubelskiego Jana Pawła II. W latach 1994–2002 był osobistym sekretarzem i kapelanem biskupa sandomierskiego Wacława Świerzawskiego. Był profesorem nadzwyczajnym Katolickiego Uniwersytetu Lubelskiego (od 2008), a także postulatorem procesu beatyfikacyjnego sługi Bożego ks. Wincentego Granata (od 2010).

## Ważniejsze publikacje
- Maryja w roku liturgicznym : kazania i homilie maryjne (1995)
- Z Chrystusem w Kościele : żyć, umrzeć, zmartwychwstać : szkice kazań okolicznościowych  (1995)
- Dzielić się Słowem Bożym : kazania i homilie (1996)
- Bogurodzica w liturgii Kościoła : homilie maryjne (2000)
- Przypatrzcie się bracia powołaniu waszemu : rozważania rekolekcyjne dla kapłanów (2001)
- W służbie Bogu i ojczyźnie : kazania i artykuły (2001)
- Liturgia na ambonie : homilie na niedziele i święta Pańskie (2002)
- Święci w misterium Kościoła : kazania (2002)
- Rozpoznać czas nawiedzenia (2005)
- Komunikacyjny wymiar liturgii (2006)
- Maryja w kulcie Kościoła : kazania i homilie Maryjne (2007)
- Wokół liturgii na łamach "Kroniki Diecezji Sandomierskiej" w latach 1908-2007 (2008)
- Z Jasnogórską Panią szlakiem nawiedzenia ku Chrystusowi (2008)
- Wstawiennictwo Maryi : studium liturgiczno-teologiczne na podstawie wybranych formularzy okresu zwykłego ze Zbioru Mszy o Najświętszej Maryi Pannie (2010)
- Kult Maryi w Polsce na przestrzeni dziejów : zarys problematyki (2013)
- Na szlakach wiary ze sługą bożym ks. Wincentym Granatem : czytanki majowe (wraz z Tomaszem Lisieckim i Haliną Ireną Szumił; 2013)